# Jennifer Salinas
Jennifer Marie Salinas (Annandale, 30 de junio de 1982), apodada The Bolivian Queen (La reina boliviana), es una boxeadora boliviana y actual campeona mundial categoría Super Gallo, título que fue arrebatado a la colombiana Marrugo en fecha 16 de noviembre en la ciudad de Santa Cruz de la Sierra - Bolivia.

## Trayectoria.
Jennifer comenzó en el boxeo a los 19 años, cuando trabajaba como camarera en un restaurante mexicano en Grand Rapids, Míchigan que se hallaba al lado de un gimnasio donde se practicaba boxeo. Su primer entrenador, en ese mismo gimnasio, era conocido como Mr. Love.
Jennifer mencionó, sobre sus inicios, lo siguiente en una entrevista:

"Mi carrera en este mundo del boxeo comenzó cuando yo tenía 19 años. Me encontraba confundida y muy rebelde. No sabía que quería hacer con mi vida, no me gustaba el estudio, trabajaba de mesera en un restaurant Mexicano al lado de un gymnasio de boxeo en Grand Rapids, Michigan. Me tomo unos cuantos meses animarme a entrar al gym, solo veía hombres entrando fuertes y limpios pero saliendo cansados y golpeados, muchas veces sangrando por la cara. Una tarde me anime a entrar al gym, me acuerdo del olor y no era agradable, estaba sucio, el respirar de los boxeadores con cada golpe sonaba como un tipo de ritmo/música. Había algunos saltando cuerda, otros golpeando las bolsas y me di cuenta a la distancia había una mujer shadow boxing… su nombre era Candy Sarver. Cuando la vi me anime mucho pero al mismo tiempo sentí intimidación, tenía el pelo corto y parecía un hombre, su técnica era impecable y su físico muy fuerte. Había unos cuantos hombres en la oficina charlando de peleas de boxeo, había bulla, muchos gritos y sabiduría en sus diferentes opiniones de ciertos boxeadores, la verdad me sentía un poco fuera de lugar, no me atendieron por un buen rato, hasta vergüenza me dio…unos 3 minutos después Mr. Love (uno de los entrenadores) me pregunto si buscaba a alguien, le dije que no, compartí con el mi interés en el boxeo, nunca me voy a olvidar de su reacción, me miro de pies a cabeza y se empezó a reír diciéndome que el boxeo no era para mi, que soy muy linda y muy femenina para un deporte tan bruto. Le respondí que veía a una mujer entrenando y el me dijo que ella era la campeona estatal de los Guantes De Oro 3 años consecutivos, que ella si era una boxeadora. Bueno, unos cuantos meses después, y muchas horas de entrenamiento le termine ganando a esa campeona encontrando lo que me faltaba en el proceso, identificación, disciplina, sacrificio reconocimiento y respeto de personas como Mr. Love (que en paz descanse) quien por cierto al entrenarme el primer día me dijo que yo naci con un talento y que iba a llegar muy lejos si me mantenía enfocada en el boxeo."

Su etapa amateur duró varios años, viajando mucho para buscar contrincantes y para darse a conocer, tuvo ocho peleas durante este tiempo. Ganó los guantes de oro en 2001 (representando a Míchigan) en un torneo canadiense, también estuvo en Nueva York y Georgia.
Jennifer explicó en una entrevista la causa de haber tenido sólo ocho peleas:

"Había muchas ocasiones donde me preparaba para una pelea que verbalmente estaba asegurada a pasar, pero cuando llegaba a mi destino lista para soltar los golpes, mi contrincante no se encontraba presente."

Después de varios años como boxeadora amateur (y tras darse a conocer), saltó al profesionalismo cuando un promotor llamado Gerald Evans le ofreció una pelea (con un 1 mes de aviso) contra Nicole Beard. Ganándole a esta en 4 asaltos consecutivos, demostrándo así su enorme talento en el boxeo.

"Mi experiencia en la preparación de esa pelea fue de película. Entrene como Rocky. Me levantaba muy temprano a correr y entrenaba muy fuerte en el gym con los hombres. El promotor vio mi disciplina y me tomo muy en serio. Estaba en los pósters y en el periódico, fui a entrevistas de radio y TV, fue un show local pero con mucha promoción de parte de los organizadores. Me acuerdo que me pagaron como 600 dólares. Yo pensé que eso era una buena cartera, considerando el tiempo y el trabajo invertido en el evento, mi opinión es que podían haberme pagado más. Gané mi primera pelea contra Nicole Beard quien por cierto era más alta, más grande y con más experiencia en el ring. Cuando nos vimos en el pesaje, ella me paso al lado y me dio la sonrisa de la muerte… pero sorpresita que se llevó, le gane los 4 asaltos."

## Vida personal.
De padre boliviano y madre estadounidense, vivió hasta los quince años en Santa Cruz de la Sierra (barrio La Morita).
Se casó con el dominicano Ernesto Guevara, con quien tuvo 4 hijos. En febrero de 2016 dijo que se estaba divorciando de su marido.
Causó controversia por sus declaraciones racistas hacia el expresidente boliviano Evo Morales Ayma. 
El 16 de julio de 2018, empezó a participar en un Reality Show de Estados Unidos de América llamado Exatlón Estados Unidos, un reality de pruebas físicas y mentales participando en el equipo rojo llamado Famosos.